# Stor-Finnsjön, Västerbotten
Stor-Finnsjön är en våtmark, tidigare sjö i Umeå kommun i Västerbotten och ingår i Umeälven-Hörnåns kustområde.